# Oreet Ashery
Oreet Ashery (Jerusalén, 1966) es una artista interdisciplinar israelí que vive en Londres.

## Trayectoria
Ashery se licenció con matrícula de honor en Bellas Artes en la Universidad Sheffield Hallam en 1992, y obtuvo un Master en Bellas Artes en Central Saint Martins en 2000. Su trabajo explora las construcciones ideológicas, sociales y de género a través de una práctica interdisciplinar que abarca la instalación, el videoarte, la performance y la creación de imágenes en 2D. 
En sus primeros trabajos, Ashery utilizaba con frecuencia un personaje masculino de su propia creación, explorando las relaciones de género y las relaciones entre la mujer y la identidad cultural. El personaje más consistente de Ashery es Marcus Fisher, un hombre judío ortodoxo representado en obras como Dancing with Men y Marcus Fisher | Say Cheese, pero también es la creadora de otros muchos personajes masculinos, incluyendo un hombre árabe, un cartero noruego y un hombre negro.
El trabajo más reciente de Ashery se basa en la obra de teatro de Mystery-Bouffe, escrita por Vladímir Mayakovsky en 1921. Este trabajo desafía prejuicios sociales y de clase junto con cuestiones de poder político y representación. Su performance en la Tate Modern The World is Flooding en 2014 fue seguida por la exposición Animal with a Language en Waterside Contemporary, en las que Ashery trabajó con miembros de Freedom from Torture, el UK Lesbian and Gay Immigration Group, Portugal Prints y otros grupos para explorar estos temas. 
Ashery ha expuesto y actuado en diferentes espacios internacionales, como el Centro de Arte y Medios Tecnológicos de Karlsruhe (ZKM) en Karlsruhe, la Haus der Kulturen der Welt en Berlín, el Museo Brooklyn en Nueva York, el Overgaden en Copenhague, el DEPO en Estambul, la Bienal de Whitstable, el Centro Pompidou de París, Auto Italia South East de Londres y la Casa Museo Freud de Londres, produciendo obras que exploran su postura política e identidad en relación con contextos sociales y culturales más amplios.

## Premios
- Premio Jarman, 2017.
- Fine Art Fellowship, Stanley Picker Fellowship, 2014.
- Profesora visitante en el Departamento de Pintura del Royal College of Art, 2013 - 2015.
- Investigadora Honoraria en la Escuela de Inglés y Teatro de la Queen Mary University of London, 2011 - 2014.
- Becaria de investigación creativa del Consejo de Investigación de Artes y Humanidades, Departamento de Drama, Queen Mary University of London, 2007 - 2010.

## Exposiciones individuales
2017-2018
- Revisiting Genesis. 6a Bienal de Arte Contemporáneo de Tesalónica.

2016
- Revisiting Genesis . Galería Stanley Picker, Kingston, Reino Unido.
- Revisiting Genesis. Tyneside Cinema, Reino Unido.

2015
- Oreet Ashery. Revisiting Genesis, fig-2, ICA, Londres, Reino Unido.
- Animal with a Language. Champagne Premiere, Berlín, Alemania.

2014
- Animal with a Language. Waterside Contemporary, Londres, Reino Unido.

- Party for Freedom. Hippolythe, Helsinki, Finlandia.
- Party for Freedom. Overgaden, Copenhague, Dinamarca.

2012
- Monkey Bum Prints Factory. Pristine Galerie, Monterrey, México.
- Oreet Ashery, con Nicole Ahland. C. Wichtendahl. Galería, 5th European Month of Photography, Berlín, Alemania.

2011
- Falafel Road, con Larissa Sansour . DEPO, Estambul, Turquía.

2010
- The Beautiful Jew. Other Gallery, Shanghái, China.
- Raging Balls. Other Gallery, Beijing, China.

2009
- Back in 5 Minutes and Scratch Performance: Golani Varanasi. The Arches, Glasgow, Reino Unido.

2008
- Dancing with Men. Sherwell Centre, Plymouth University, Plymouth, Reino Unido.

2007
- What You See, Letchworth Art Center Gallery, Letchworth, Reino Unido.

2003
- Performance 2003. Foxy Production Gallery, Nueva York, Estados Unidos.
- Say Cheese. Bluecoat Arts Centre, Liverpool, Reino Unido.

2002
- Oreet Ashery . Foxy Production Gallery, Nueva York, Estados Unidos.
- 7 Acts of Love. Galería Kapelica, Ljubljana, Eslovenia.
- 7 Acts of Love. Stil und Bruch, Berlín, Alemania.

1998
- Magnum Opus III, con Daniel Rubinstein. Jerusalem Artists’ House Gallery, Jerusalén, Israel.

1996
- Magnum Opus II, con Daniel Rubinstein. 68elf Gallery, Colonia, Alemania.[7]